# Mihail Gribușencov
Mihail Gribușencov (în rusă Михаил Грибушенков; n. 30 ianuarie 1980, Sankt Petersburg, RSSF Rusă) este un fost biatlonist moldovean de naționalitate rusă. El a participat la două Jocuri Olimpice de iarnă.

## Cariera sportivă
Mihail Gribușencov a început să practice biatlonul în 1996, antrenându-se la acest sport în cadrul Clubului Sportiv Central al Armatei și fiind îndrumat de Petru Bria. În anul 2001, i-a fost acordată cetățenia Republicii Moldova la rugămintea Comitetului Național Olimpic și a fost cooptat în echipa națională de biatlon a Republicii Moldova. El a participat la Jocurile Olimpice de la Salt Lake City (2002), clasându-se pe locul 83 în proba de 10 km sprint și pe locul 84 în proba de 20 km individual. 
La Campionatul Mondial de Biatlon din 2003, desfășurat la Hantî-Mansiisk, el a terminat pe locul 74 în proba de sprint și pe locul 87 la individual. După doi ani, la Campionatul Mondial de Biatlon din 2005, de la Hochfilzen, s-a clasat pe poziția 91 la individual și pe 104 la sprint. Locul 74 de la Hantî-Mansiisk, împreună cu același loc obținut la Östersund (de asemenea, în sezonul 2002/2003), sunt cele mai bune rezultate ale sale într-o cupă mondială. 
Mihail Gribușencov a făcut parte din delegația Republicii Moldova și la Jocurile Olimpice de iarnă de la Torino (2006). Antrenorul lotului național, Petru Bria, a decis ca sportivul să nu mai ia startul în proba de 20 km individual, afirmând că acesta este bolnav și că dorește să-l păstreze pentru proba de sprint . La proba de 10 km sprint, Gribușencov s-a clasat pe locul 81. 